# Vazduhoplovstvo i PVO Vojske Srbije
La Ratno vazduhoplovstvo i protivvazdušna odbrana Vojske Srbije (in cirillico Ратно ваздухопловство и противваздушна одбрана Војске Cрбије - Aeronautica Militare e Difesa Aerea della Serbia), abbreviata in RV i PVO VS  è dal 2006 l'aeronautica militare della Serbia raccogliendo l'eredità RV i PVO VSCG l'aviazione militare dal 2003 al 2006 di Serbia e Montenegro, che a sua volta aveva raccolto l'eredità della Ratno Vazduhoplovstvo i PVO Vojske Srbije i Crne Gore che era stata dal 1945 al 1992 l'aviazione militare prima della Repubblica Socialista Federale di Jugoslavia e dal 1992 al 2003 con il nome di Ratno vazduhoplovstvo i PVO Vojske Jugoslavije della Repubblica Federale di Jugoslavia.

## Storia
Le origini di questa forza armata risalgono agli inizi del XX secolo quando nel 1912 venne costituita l'aviazione del Regno di Serbia che operò fino al 1918 quando con la fine della prima guerra mondiale venne costituito il Regno dei Serbi, dei Croati e degli Sloveni per cui l'aviazione serba divento l'aviazione del nuovo stato assumendo nel 1923 la denominazione di Avijacijsko odeljenje Jugoslovenske kraljevske armije (Dipartimento aviazione dell'esercito jugoslavo). Nel 1929 lo stato assunse il nome di Regno di Jugoslavia e l'aviazione militare cambiò la propria denominazione in Jugoslovensko kraljevsko ratno vazduhoplovstvo i pomorska avijacija (Aeronautica militare jugoslava ed aviazione navale) operando sino al 1941 quando nel corso della seconda guerra mondiale la Jugoslavia venne occupata dalle potenze dell'Asse.

## Aeromobili in uso
Sezione aggiornata annualmente in base al World Air Force di Flightglobal del corrente anno. Tale dossier non contempla UAV, aerei da trasporto VIP ed eventuali incidenti accorsi durante l'anno della sua pubblicazione. Modifiche giornaliere o mensili che potrebbero portare a discordanze nel tipo di modelli in servizio e nel loro numero rispetto a WAF, vengono apportate in base a siti specializzati, periodici mensili e bimestrali. Tali modifiche vengono apportate onde rendere quanto più aggiornata la tabella.
| Aeromobile                      | Origine        | Tipo                                              | Versione (denominazione locale) | In servizio (2024) | Note | Immagine |
| Aerei da combattimento          |                |                                                   |                                 |                    | |          |
| Dassault Rafale                 | Francia        | cacciabombardiere multiruoloconversione operativa | Rafale C F4Rafale B F4          | 0                  | 9 Rafale C e 3 Rafale B tutti allo standard F4, ordinati il 29 agosto 2024. |          |
| Mikoyan-Gurevich MiG-29 Fulcrum | Russia         | Cacciabombardiereconversione operativa            | MiG-29SMMiG-29UB                | 113"               | 14 MiG-29B e 2 MiG-29UB consegnati ta il 1987 ed il 1988 all'allora Aeronautica jugoslava. Ereditati dalla appena formata aviazione serba, 11 esemplari sono stati distrutti durante le operazioni di bombardamento della NATO, rimanendone solo 5 superstiti. Di questi, 3 esemplari (2 monoposto ed 1 biposto) erano in servizio al gennaio 2018 insieme ai 6 esemplari (4 monoposto e 2 biposto) donati dalla Russia dal 2017. I 3 vecchi esemplari superstiti e i 6 donati dalla Russia sono stati aggiornati alla versione MiG-29SM. Il 21 aprile 2018 la Bielorussia ha comunicato di voler donare 4 MiG-29 alla Serbia. Tutti e 4 gli aerei ex bielorussi sono stati consegnati il 25 febbraio 2019, portando a 14 il numero degli aerei in servizio al settembre 2019 ed aggiornati anche essi allo standard SM. |          |
| Soko J-22 Orao                  | Serbia         | Cacciabombardiereconversione operativa            | J-22NJ-22                       | 125                | All'agosto 2022 risultano operativi una decina tra J-22 monoposto e NJ-22 biposto, con diverse macchine immagazzinate (comprese le varianti da ricognizione) che potrebbero essere riportate in condizioni di volo. Gli aerei ancora in organico saranno aggiornati con nuovo sistema di navigazione inerziale Safran Sigma 95, nuovo calcolatore di missione, nuovo Head-Up Display e un nuovo schermo multifunzione Teleoptik-Ziroskopi. Sui biposto, inoltre, l'abitacolo posteriore è sistemato in modo da accogliere un ufficiale addetto ai sistemi per le missioni di interdizione. |          |
| Aeromobili a pilotaggio remoto  |                |                                                   |                                 |                    | |          |
| CASC CH-92 Rainbow              | Cina           | UAV                                               | CH-92A                          | 6                  | 12 CH-92A ordinati, 6 consegnati a luglio 2020, 6 consegnati entro la fine dell'anno. Si ritiene che il totale dei droni ordinati possa essere quantificato in 24 esemplari. |          |
| Aerei da trasporto              |                |                                                   |                                 |                    | |          |
| Antonov An-26 Curl              | Ucraina        | Aereo da trasporto                                | An-26B                          | 1                  | 4 esemplari erano in servizio al maggio 2018, in quanto ai 2 già in organico si aggiunsero ulteriori 2 esemplari donati dalla Russia. All'agosto 2022 un solo esemplare è in condizioni di volare. |          |
| Airbus C-295                    | Unione europea | aereo da trasporto                                | C-295MW                         | 2                  | 2 C-295MW ordinati il 23 febbraio 2022, con consegne previste per la fine del 2023. Primo esemplare consegnato il 25 settembre 2023 ed immesso il 12 ottobre successivo. Secondo esemplare consegnato il 14 novembre 2023. |          |
| Aerei da addestramento          |                |                                                   |                                 |                    | |          |
| Soko G-2 Galeb                  | Serbia         | aereo da addestramento                            | G-2                             | 1?                 | |          |
| Soko G-4 Super Galeb            | Serbia         | aereo da addestramento                            | G-4                             | 16                 | Dei 20 aerei in organico solo una decina sono pienamente operativi. |          |
| UTVA Lasta 95                   | Serbia         | aereo da addestramento                            | Lasta 95                        | 14                 | 15 Lasta 95 ordinati a dicembre 2010 consegnati tra ottobre 2011 ed il 2018, con un esemplare perso nel settembre del 2012. |          |
| Elicotteri                      |                |                                                   |                                 |                    | |          |
| Mil Mi-8 Hip                    | Russia         | elicottero da trasporto                           | Mi-8TMi-17V-5                   | 103                | A febbraio 2019, il governo serbo ha definitivamente approvato l'acquisto di ulteriori 3 Mi-17 annunciato a gennaio 2018, in aggiunta ai 10 già in servizio. A luglio 2019 risultano consegnati. |          |
| Soko SA 341 Gazelle             | Francia        | elicottero utility                                | SA 341SA 342                    | 25                 | |          |
| Airbus Helicopters H145M        | Unione europea | elicottero utility                                | H145M                           | 9                  | 9 H145M ordinati. I primi due esemplari consegnati a partire da fine novembre 2018, con consegne completate entro aprile 2021. |          |
| Mil Mi-35 Hind                  | Russia         | elicottero d'attacco                              | Mi-35MMi-35P                    | 76                 | A febbraio 2019 il governo serbo ha approvato l'acquisto di 7 Mil Mi-35. 4 Mil Mi-35M consegnati a dicembre 2019. 11 Mi-35P ex ciprioti acquistati a gennaio 2023 e consegnati tra il 19 e il 21 novembre dello stesso anno. I primi 6 Mi-35P ex ciprioti, dopo un aggiornamento e la riverniciatura, sono stati immessi in servizio il 18 settembre 2024. |          |

## Aeromobili ritirati
- Mikoyan-Gurevich MiG-21bis Fishbed - 23 esemplari (1992-2021)[37][38]
- Mikoyan-Gurevich MiG-21UM Mongol - 7 esemplari (1992-2021)[37][38]
- Mikoyan-Gurevich MiG-21M Fishbed - 1 esemplari (1992-2021)[10][13][37][38]
- Piper PA-34 Seneca